# 3 (телекомунікації)
Hutchison 3G (акронім H3G), відомий просто як 3 (Three) — це глобальний бренд мобільних телефонів китайської групи CK Hutchison Holdings (CKHH), яка керує мережами на основі технології UMTS в Австрія, Данія, Гонконг та Макао, Індонезія, Ірландія, Італія, Швеція, Велика Британія.
CK Hutchison Holdings має контрольний пакет акцій у всіх 3 мережах, крім 3 Hong Kong та Tri Indonesia. Ці мережі належать Hutchison Telecommunications International (HTIL), у якій CK Hutchison Holdings має 50,003% акцій.